# Rhytidium rugosum
Rhytidium rugosum là một loài Rêu trong họ Hylocomiaceae. Loài này được (Ehrh. ex Hedw.) Kindb. miêu tả khoa học đầu tiên năm 1883.

## Hình ảnh

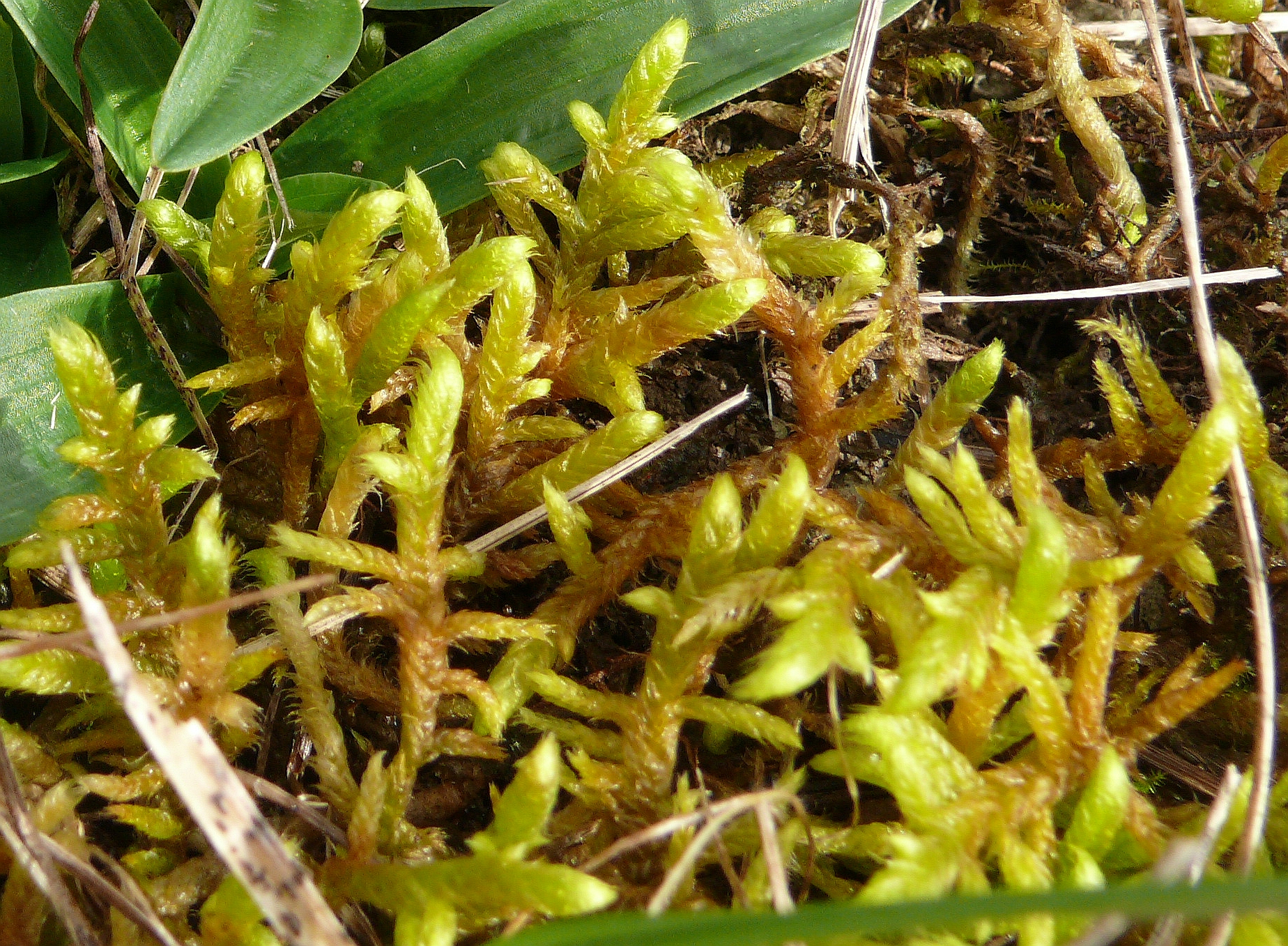
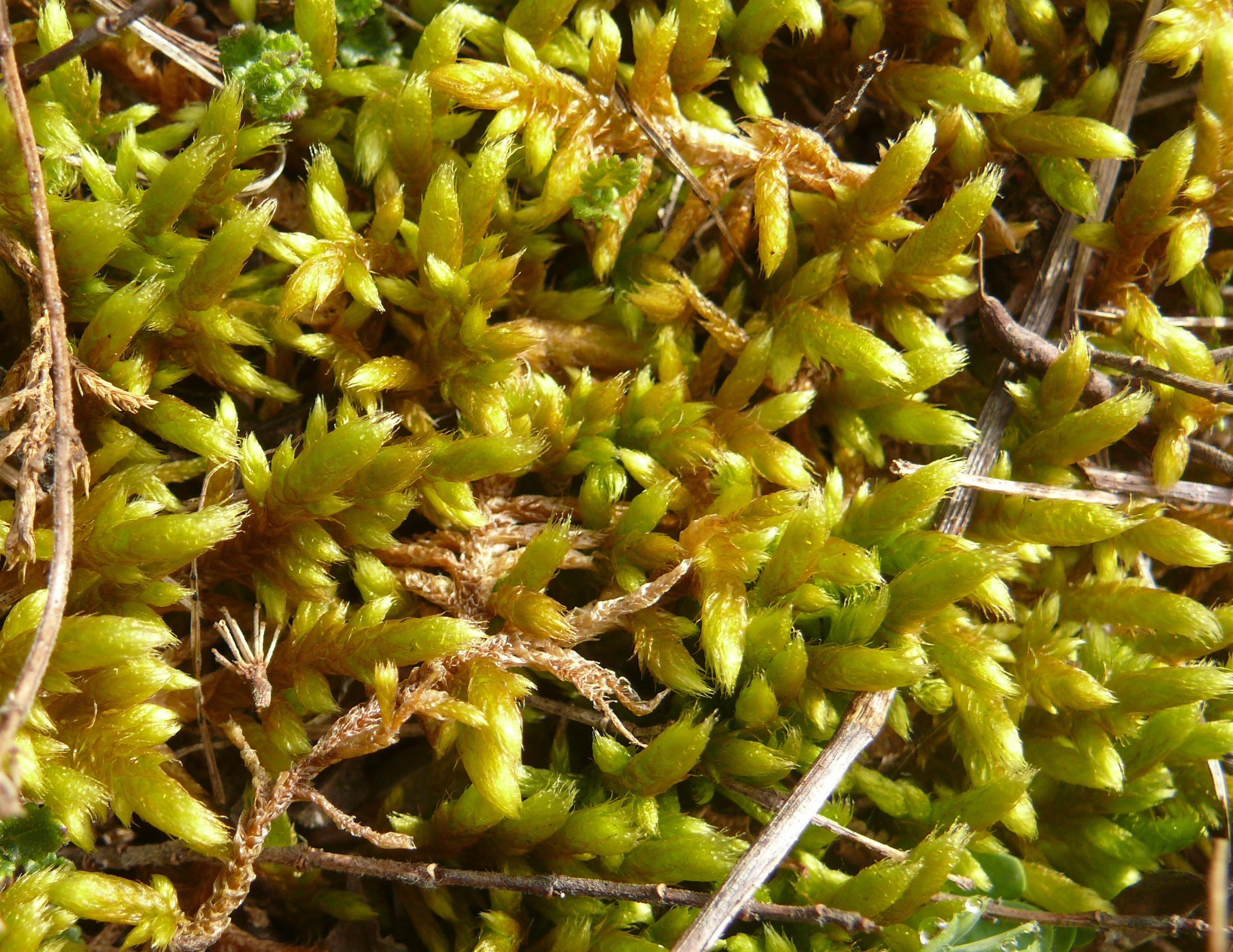
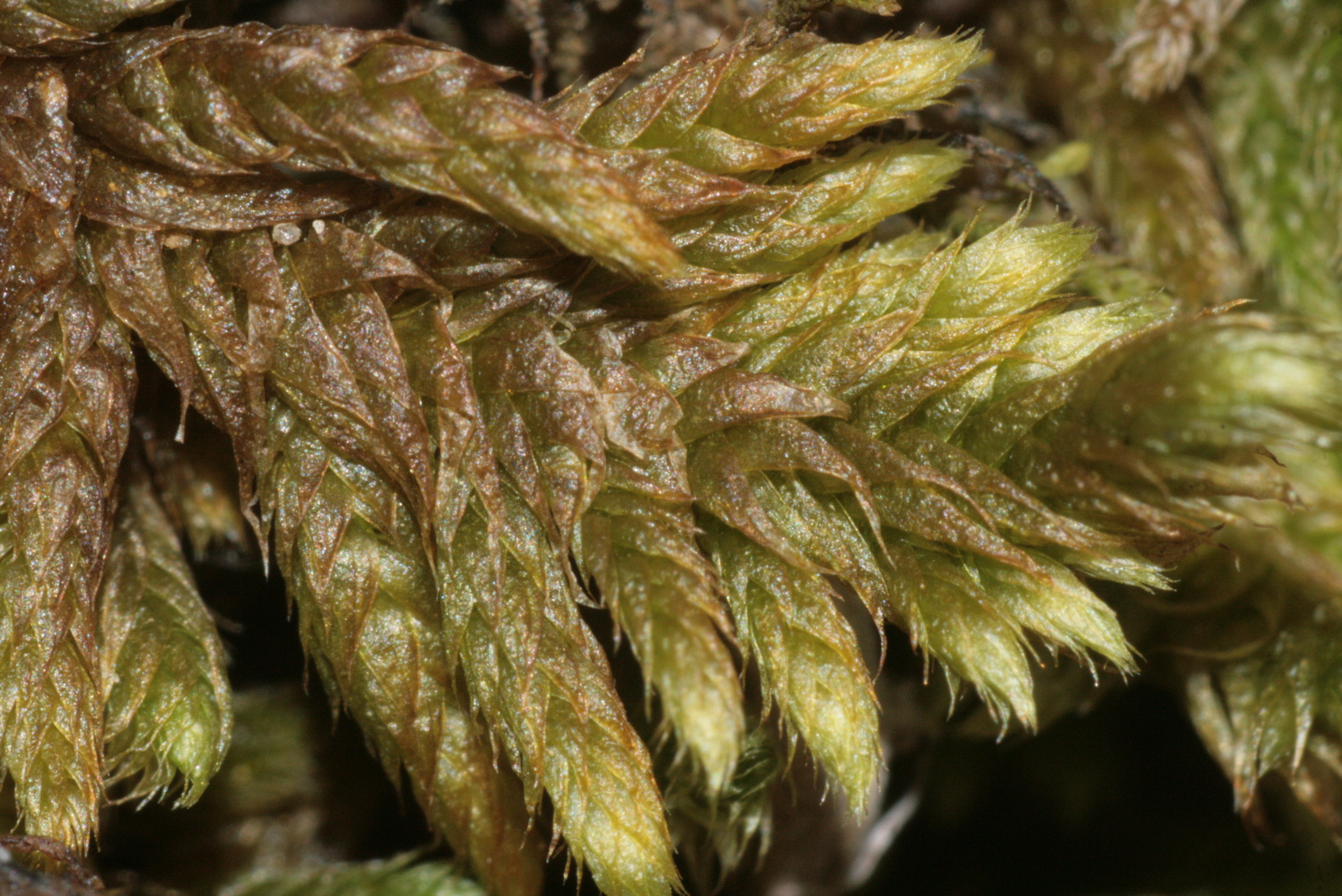
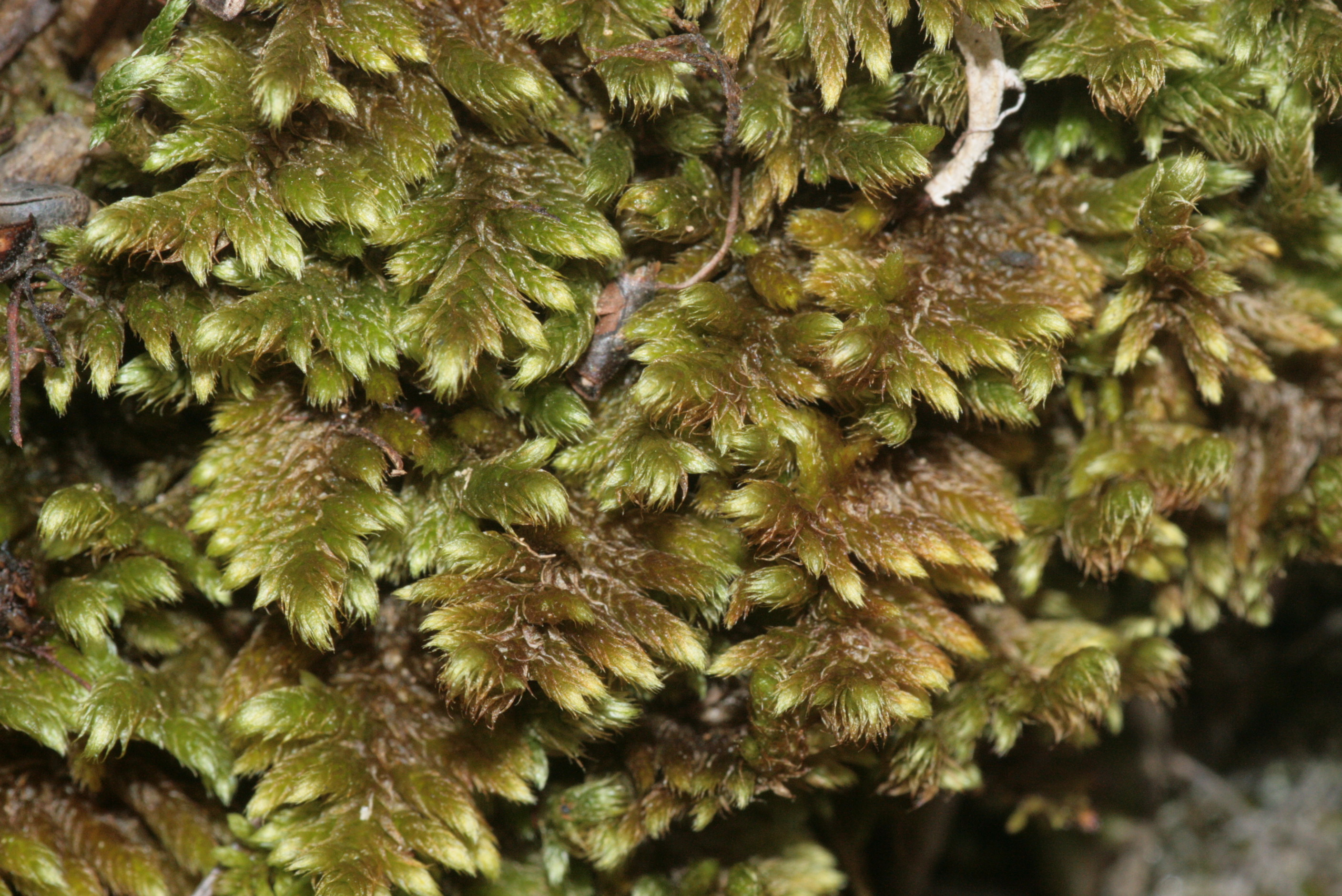